# Judy Hashman
Judy Hashman (nacida Judy Devlin, Winnipeg, Canadá, 22 de octubre de 1935-Oxford, 6 de mayo de 2024) fue una deportista británico-estadounidense que compitió en bádminton.

## Trayectoria
Entre 1954 y 1957, representando a Estados Unidos ganó diez veces el torneo All England y doce veces el Abierto de los Estados Unidos.
En 1960 obtuvo la nacionalidad británica. Compitiendo por Inglaterra ganó una medalla de oro en el Campeonato Europeo de Bádminton de 1972, en la prueba de dobles. Logró cuatro podios en la Uber Cup, con triunfos en 1957, 1960 y 1963.
En 1997 fue admitida en el Salón de la Fama de la Federación Mundial de Bádminton.

## Palmarés internacional
| Representando a Inglaterra |                     |                |        |
| Campeonato Europeo         |                     |                |        |
| Año                        | Lugar               | Medalla        | Prueba |
| 1972                       | Karlskrona (Suecia) | Medalla de oro | Dobles |